# 1. которварошка лака пјешадијска бригада
Прва которварошка лака пешадијска бригада је била пјешадијска јединица Војске Републике Српске, у саставу Првог крајишког корпуса.

## Састав
Бригада је као лака пешадијска јединица имала око 1.200 бораца, од чега око 90 официра и подофицира. Осим пешачког наоружања (укључујући 4 минобацача 60 мм, 11 минобацача 82 мм, 3 минобацача 120 мм и 4 бестрзајна топа), бригада је располагала са једним ЗИС топом 76 мм, једним ПАТ 40 мм и једним 20/3 противавионским топом. Због малог броја људства на самом почетку рата бригада је била по формацији четног састава, али се у току 1993. године прешло на батаљонски састав.

## Организација
Команда бригаде,
1. пјешадијски батаљон,
2. пјешадијски батаљон,
3. пјешадијски батаљон,
Чета везе,
Вод војне полиције,
Извиђачко-диверзантски вод,
Вод АБХО,
Минобацачка чета,
Логистичка чета.

## Ратни пут
Зона одговорности бригада била је домицилна општина јединице, Котор Варош. У почетку је заштиту општине бригада вршила у садејству са 2. батаљоном 22. пјешадијске бригаде; касније ће бригада бити принуђена да преузме одговорност за територију целе општине Котор Варош, дакле за простор величине 570 км². Бригада се налазила у саставу 9. Оперативне групе Влашић. У одбрамбено-отаџбинском рату погинуло је 109 припадника Которварошке бригаде, а 363 борца су теже или лакше рањена.